# Tunde Aladese
Tunde Aladese es una actriz y guionista nigeriana. En 2018 logró una nominación a los Premios de la Academia del Cine Africano en la categoría de mejor actriz protagónica por su participación en la película Lost Café, donde compartió nominación con otras destacadas actrices como Nana Ama McBrown, Lydia Forson, Sika Osei y Joselyn Dumas. Aladese ha escrito los guiones para producciones como Edge of Paradise, Tinsel y Hotel Majestic. En 2018 fue nombrada por el medio informativo YNaija como una de las diez mujeres nigerianas más poderosas menores de 40 años.

## Filmografía

### Como guionista
- Hotel Majestic
- Edge of Paradise
- Tinsel

### Como actriz
- MTV Staying Alive
- Confusion Na Wa
- Lost Cafe